# Sclerocyphon collaris
Sclerocyphon collaris is een keversoort uit de familie keikevers (Psephenidae). De wetenschappelijke naam van de soort werd in 1775 gepubliceerd door Johann Christian Fabricius.